# Presídio Central de Porto Alegre

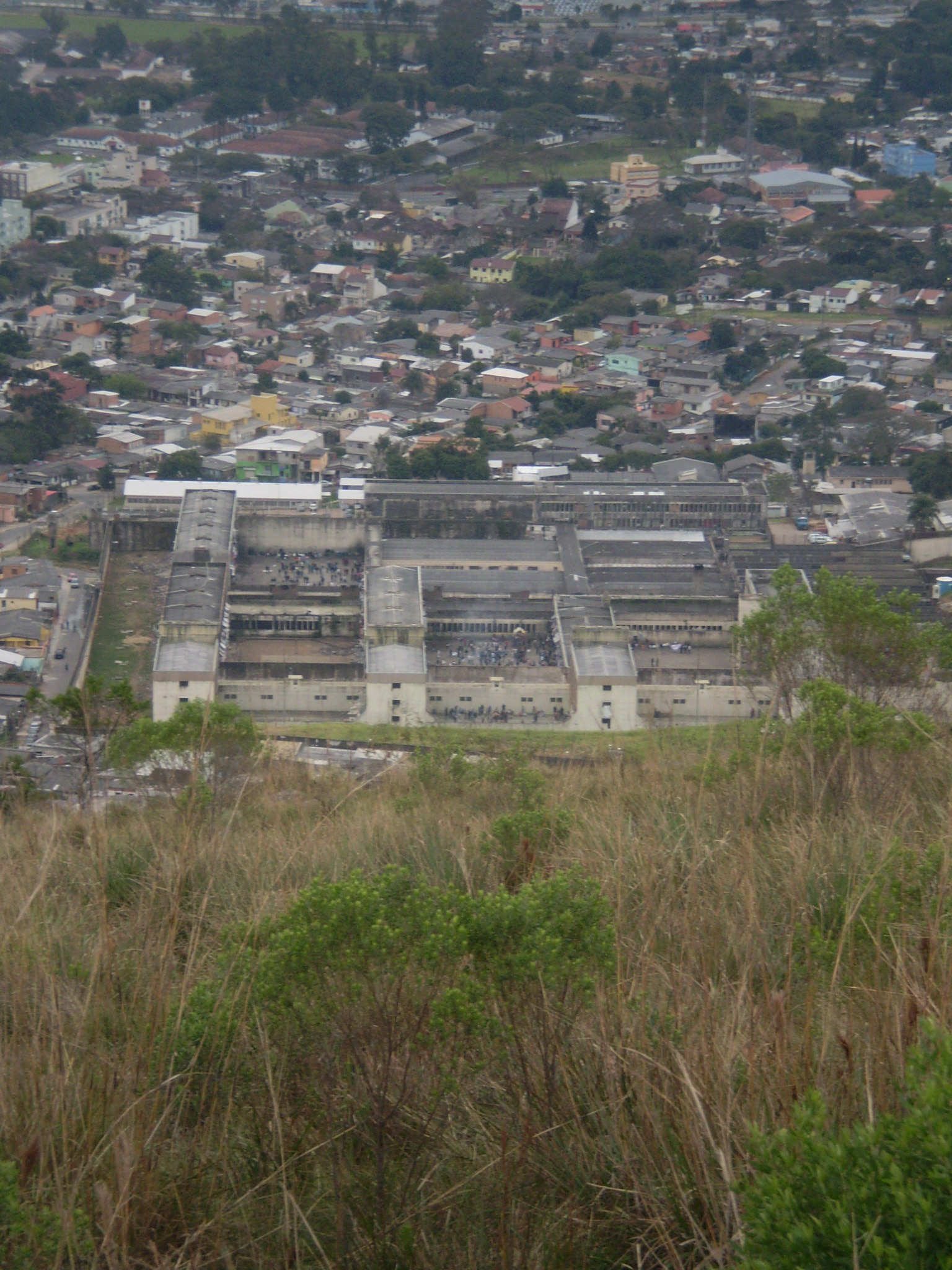
O Presídio Central, visto a partir do Morro da Polícia.

O Presídio Central de Porto Alegre, hoje chamado oficialmente de Cadeia Pública de Porto Alegre, é uma prisão localizada na cidade brasileira de Porto Alegre, capital do estado do Rio Grande do Sul. Situa-se na Avenida Rocio, n.° 1100, no bairro Coronel Aparício Borges. Foi erguido no ano de 1959. O Decreto estadual nº 53.297 de 10 de novembro de 2016, alterou sua denominação, devendo hoje ser chamado de Cadeia Pública de Porto Alegre.

## Estrutura e reformas
Composta por nove pavilhões (denominados com as letras "A" até "J", hoje demolidos), foi o maior presídio do estado do Rio Grande do Sul.
Em junho de 2008, o governo do Rio Grande do Sul anunciou que o Presídio Central será desativado e seu prédio, implodido. Enquanto continuarem as suas atividades, serão construídos, através do Programa Nacional de Segurança Pública com Cidadania (Pronasci), nove penitenciárias menores, com capacidade para 500 e 600 presos.
Em 2012, um artigo, intitulado "Três dias no Presídio Central de Porto Alegre: o cotidiano dos policiais militares", foi publicado por Dani Rudnicki, na Revista de Informação Legislativa (número 193), narrando o cotidiano desta casa prisional. Em 2017, foi exibido nos cinemas do país filme dirigido por Tatiana Sager, intitulado "Central", também narrando a vida cotidiana nesta prisão.
Em dezembro de 2023, o Presídio Central foi totalmente desocupado para a sequência da construção de novas galerias. As transferências dos presos remanescentes se iniciaram em 21 de novembro do mesmo ano. 
Os presos foram encaminhados majoritariamente para a Penitenciária Estadual de Charqueadas 2, inaugurada em 2023. O mesmo afirmou que a estrutura física não possuía condições para manutenção dos apenados.

## Condições de habitação
Com capacidade para aproximadamente 1,7 mil presos, o presídio já foi considerado o pior do País pela CPI do Sistema Carcerário de 2008, em virtude de sua superlotação e de seu péssimo estado de conservação. Em seu período mais crítico, chegou a abrigar 5 mil detentos.

Em 2017, o relatório do Conselho Nacional de Justiça (CNJ) o declarou como em "péssimas condições".
O Central é uma estrutura antiga, condenada do ponto da engenharia, com condições muito inóspitas do ponto de vista da saúde. Nós temos esgoto correndo a céu aberto, e isso não tem conserto. É mais barato destruir e construir um novo [presídio] do que recuperar o que está ali.
Foi também apontado que além do esgoto aberto, havia clara desigualdade nas condições dos presos de galerias diferentes. Enquanto alguns tomavam banho gelado por um cano de água, outros tinham chuveiro e água quente. E celas com mais de 20 presos contrastam com espaços com um só morador. A gestão interna do presídio tinha atuação limitada da polícia, sendo altamente influenciada por facções criminosas.

## Na cultura popular
- O filme Central (2017) de Tatiana Sager, foi exibido nos cinemas e retrata a vida cotidiana da prisão.
- O livro Casarão (2024) de Gabriel Oro, retrata uma prisão inspirada no presídio central.